# Kronobergs läns valkrets
Kronobergs läns valkrets är en av valkretsarna vid val till den svenska riksdagen. 

## Mandatantal
I det första valet till enkammarriksdagen hade valkretsen sex fasta mandat, ett antal som förblev oförändrat fram till valet 1982 då valkretsen fick sju fasta mandat. I valet 1985 minskade de fasta mandaten åter till sex. Valkretsen hade dessutom ett utjämningsmandat i valen 1970–1979, noll i valet 1982, ett i valet 1985, noll i valet 1988, tre i valet 1991 och noll i valet 1994. I valet 2006 hade valkretsen sex fasta mandat och ett utjämningsmandat.
| 1970 | 1973 | 1976 | 1979 | 1982 | 1985 | 1988 | 1991 | 1994 | 1998 | 2002 | 2006 | 2010 | 2014 | 2018 |
| ---- | ---- | ---- | ---- | ---- | ---- | ---- | ---- | ---- | ---- | ---- | ---- | ---- | ---- | ---- |
| 6    | 6    | 6    | 6    | 7    | 6    | 6    | 6    | 6    | 6    | 6    | 6    | 6    | 6    | 6    |

## Riksdagsledamöter under enkammarriksdagen (ej komplett lista)

### 1971–1973
- Erik Hovhammar, m
- Rune Gustavsson, c
- Bertil Johansson, c
- Rune Rydén, fp
- Bengt Fagerlund, s
- Rune Johansson, s (statsråd 30/6 1971–1973)
- Kjell Nilsson, s

### 1974–1975/76
- Erik Hovhammar, m
- Rune Gustavsson, c
- Bertil Johansson, c
- Ingegärd Oskarsson, c
  - Lars Olsson, c (ersättare 5/11–13/12 1975)
- Bengt Fagerlund, s
- Rune Johansson, s (statsråd under mandatperioden)
  - Ulla Johansson, s (ersättare 15/2 1974–1975/76)
- Kjell Nilsson, s

### 1976/77–1978/79
- Erik Hovhammar, m
- Rune Gustavsson, c (statsråd 8/10 1976–18/10 1978)
  - Lennart Bengtsson, c (ersättare 11/10 1976–18/10 1978)
- Ingegärd Oskarsson, c
- Bengt Fagerlund, s
- Rune Johansson, s (statsråd 4–7/10 1976)
  - Ulla Johansson, s (ersättare 4–7/10 1976)
- Kjell Nilsson, s

### 1979/80–1981/82
- Erik Hovhammar, m
- Anders G. Högmark, m
- Rune Gustavsson, c
- Ingegärd Oskarsson, c
- Lars Hedfors, s
- Ulla Johansson, s
- Kjell Nilsson, s
  - Carl-Olof Bengtsson, s (ersättare 1/3–10/4 1981)

### 1982/83–1984/85
- Erik Hovhammar, m
- Anders G. Högmark, m
  - Birgitta Källman, m (ersättare 21/12 1983–4/2 1984)
- Rune Gustavsson, c
- Stina Gustavsson, c
  - Gunnar Elm, c (ersättare 11/4–31/5 1985)
- Lars Hedfors, s
- Ulla Johansson, s
- Kjell Nilsson, s

### 1985/86–1987/88
- Erik Hovhammar, m
- Anders G. Högmark, m
- Rune Gustavsson, c (1985/86)
  - Stina Gustavsson, c (1986/87–1987/88)
- Charlotte Branting, fp
- Lars Hedfors, s
- Ulla Johansson, s
- Kjell Nilsson, s

### 1988/89–1990/91
- Anders G. Högmark, m
- Stina Gustavsson, c
- Charlotte Branting, fp
- Lars Hedfors, s
- Ulla Johansson, s
- Kjell Nilsson, s

### 1991/92–1993/94
- Bo Frank, m (30/9–31/12 1991)
  - Kristina Knöös-Franzén, m (1–10/1 1992)
    - Jan-Olof Franzén, m (13/1 1992–1993/94)
- Anders G. Högmark, m
- Stina Gustavsson, c
- Harald Bergström, kds
- Charlotte Branting, fp
  - Ronny Karlsson, fp (ersättare för Charlotte Branting 9/11–9/12 1991)
- Sten Söderberg, nyd 30/9 1991–10/3 1992, – 11/3 1992–1993/94
- Lars Hedfors, s
- Kjell Nilsson, s
- Monica Widnemark, s

### 1994/95–1997/98
- Jan-Olof Franzén, m
- Anders G. Högmark, m
- Eskil Erlandsson, c
- Tomas Eneroth, s
- Lars Hedfors, s
- Monica Widnemark, s

### 1998/99–2001/02
- Eskil Erlandsson, c[3]
- Harald Bergström, kd[3]
- Anders G. Högmark, m[3]
- Carina Adolfsson, s[3]
- Tomas Eneroth, s[3]
- Lars Wegendal, s[3]
- Lennart Värmby, v[3]

### 2002/03–2005/06
- Eskil Erlandsson, c[4]
- Gunnar Nordmark, fp[4]
- Olle Sandahl, kd[4]
- Anders G. Högmark, m[4]
- Carina Adolfsson Elgestam, s[4]
- Tomas Eneroth, s[4]
- Lars Wegendal, s[4]

### 2006/07–2009/10
- Eskil Erlandsson, c[5] (statsråd 6/10 2006–2009/10)
- Eva Johnsson, kd[5]
- Anna Bergkvist, (från 2008 Anna Tenje) m[5]
- Katarina Brännström, m[5]
- Carina A Elgestam, s[5]
- Tomas Eneroth, s[5]
- Lars Wegendal, s[5]

### 2010/11–2013/14
- Eskil Erlandsson, C[6] (statsråd under mandatperioden)
  - Karin Nilsson, C (ersättare för Eskil Erlandsson)
- Katarina Brännström, M[6]
- Johan Hultberg, M[6]
- Carina Adolfsson Elgestam, S[6]
- Clas-Göran Carlsson, S[6]
- Tomas Eneroth, S[6]

### 2014/15–2017/18
- Eskil Erlandsson, C[7] (statsråd 29/9–3/10 2014)
- Katarina Brännström, M[7]
- Johan Hultberg, M[7]
  - Roland Gustbée, M (ersättare för Johan Hultberg 12/9 2016–26/2 2017)
- Tomas Eneroth, S[7] (statsråd 27/7 2017–2017/18)
  - ClasGöran Carlsson, S (ersättare för Tomas Eneroth 27/7 2017–2017/18)
- Monica Haider, S[7]
- Per Ramhorn, SD[7]

### 2018/19–2021/22
- Eskil Erlandsson, C[8] (24/9 2018–11/3 2019)
  - Per Schöldberg, C (från 12/3 2019)
- Katarina Brännström, M[8]
- Tomas Eneroth, S[8] (statsråd)
  - ClasGöran Carlsson, S (ersättare för Tomas Eneroth)
- Monica Haider, S[8]
- Mattias Karlsson, SD[8]
- Sven-Olof Sällström, SD[8]

### 2022/23–2025/26
- Thomas Ragnarsson, M[9]
- Oliver Rosengren, M[9]
- Tomas Eneroth, S[9]
- Monica Haider, S[9]
- Mattias Karlsson, SD[9]
- Katja Nyberg, SD[9]

## Första kammaren
Under tvåkammarriksdagens tid var Kronobergs län en egen valkrets till första kammaren vid valen 1866–1919. Fram till valet 1913 var antalet mandat fem, men vid de båda förstakammarvalen 1919 sänktes antalet till fyra. Från förstakammarvalet 1921 och framåt ingick länet i stället i Kronobergs läns och Hallands läns valkrets.

### Riksdagsledamöter i första kammaren

#### 1867–1911 (successivt förnyade mandat)
- Carl Holmberg (1867–1868)
  - Carl Johan Thyselius (1869–1886)
    - Josef Stephens, prot 1888–1909 (1887–1909)
      - Gösta af Petersens, fh (1910–1911)

- Anders Koskull (politiker) (1867–1881)
  - Claes Cederström (1882)
    - Julius Mankell (1883–1890)
      - Liss Olof Larsson, prot (1891–12/9 1896)
        - August Rappe, prot (1897–1901)
          - Axel Hummel (1902–1904)
            - Carl von Baumgarten, prot 1905–1909, fh 1910–1911 (1905–1911)

- Gösta Munthe (1867–1875)
  - Knut Knutsson Posse (1876–1877)
    - Jöns Pehrsson, lmp:s filial (1878–9/8 1882)
      - Fredrick Richter (1883–1891)
        - August Rappe, prot (1892–1893)
          - Knut Posse, prot (1894–1906)
            - Klas Hugo Bergendahl (1907–1911)

- Carl Göran Mörner, kons (1867–1875)
  - Gunnar Wennerberg, prot 1888–1901 (1876–24/8 1901)
    - Charles von Oelreich, min 1902–1904, mod 1905–1910 (1902–1910)
      - Adolf Roos, fh (1911)

- Adolph Westman (1867–1872)
  - Carl Holmberg (1873–1878)
    - Knut Knutsson Posse (1879–1883)
      - Carl von Baumgarten, prot 1888–1890 (1884–1890)
        - Harald Spens, prot (1891–1899)
          - Axel Törner, prot (1900–3/10 1904)
            - Aaby Ericsson, prot 1908–1909, fh 1910–1911 (1905–1911)

#### 1912–1913
- Carl von Baumgarten, n
- Klas Hugo Bergendahl, n (1912)
  - Axel Rooth, n (1913)
- Aaby Ericsson, n
- Adolf Roos, n
- August Ljunggren, lib s

#### 1914–lagtima riksmötet 1919
- Aaby Ericsson, n
- Alexis Hammarström, n
- Adolf Roos, n
- Axel Rooth, n
- August Ljunggren, lib s

#### Urtima riksmötet 1919
- Aaby Ericsson, n
- Peter Magnus Olsson, n
- Axel Linnér, bf (4/8–24/9 1919; valet upphävt)
  - Nils Anton Bondeson, lib s (15/11–31/12 1919)
- August Ljunggren, lib s

#### 1920–1921
- Aaby Ericsson, n
- Peter Magnus Olsson, n (1920)
  - Axel Rooth, n (1921)
- Nils Anton Bondeson, lib s
- August Ljunggren, lib s

## Andra kammaren
Vid valen till andra kammaren var länet länge indelat i mindre valkretsar. Länets landsbygd utgjorde vid valen 1866–1890 sex valkretsar med vardera ett mandat: Sunnerbo domsagas västra valkrets, Sunnerbo domsagas östra valkrets, Allbo härads valkrets (Västra Värends valkrets), Norrvidinge och Kinnevalds häraders valkrets (Mellersta Värends valkrets), Konga härads valkrets och Uppvidinge härads valkrets. Vid valet 1893 var Sunnerbo härads båda valkretsar sammanslagna till Sunnerbo härads valkrets, men från och med valet 1896 återgick man till de två gamla valkretsarna fram till valet 1908 då valkretsen åter sammanslogs, nu under namnet Sunnerbo domsagas valkrets. 
Residensstaden Växjö ingick i Växjö, Eksjö och Vimmerby valkrets i valen 1866–1875 och därefter i Växjö, Eksjö, Vimmerby och Borgholms valkrets i valen 1878–1884. Från höstvalet 1887 till valet 1893 ingick staden i stället i Växjö och Oskarshamns valkrets. Därefter bröts Växjö och bildade Växjö valkrets i valen 1895–1905, för att slutligen i valet 1908 sammanföras med Eksjö till Växjö och Eksjö valkrets.
När proportionellt valsystem infördes i valet 1911 sammanslogs de gamla enmannakretsarna till två valkretsar: Kronobergs läns västra valkrets med tre mandat och Kronobergs läns östra valkrets (inklusive Växjö) med fyra mandat till och med valet 1917, tre mandat i valet 1920. I valet 1921, slutligen, lades de båda valkretsarna ihop till en gemensam andrakammarkrets för hela länet.

### Riksdagsledamöter i andra kammaren

#### 1922–1924
- Otto Magnusson, lmb
- Peter Magnus Olsson, lmb
- Hjalmar Svensson, bf
- Erik Rydström, lib s 1922–1923, fris 1924
- Herman Blomquist, s
- Henning Leo, s

#### 1925–1928
- Otto Magnusson, lmb
- Peter Magnus Olsson, lmb
- Johan Gustaf Svensson, lmb
- Hjalmar Svensson, bf
- Herman Blomquist, s
- Henning Leo, s

#### 1929–1932
- Otto Magnusson, lmb
- Peter Magnus Olsson, lmb
- Johan Gustaf Svensson, lmb
- Hjalmar Svensson, bf
- Herman Blomquist, s
- Gustaf Rosander, s

#### 1933–1936
- Otto Magnusson, lmb 1933–1934, h 1935–1936
- Peter Magnus Olsson, lmb 1933–1934, h 1935–1936
- Victor Mattsson, bf
- Hjalmar Svensson, bf
- Herman Blomquist, s
- Gustaf Rosander, s (1933)
  - Hjalmar Gustafson, s (1934–1936)

#### 1937–1940
- Erik Magnusson, h
- Oscar Nolin, h
- Victor Mattsson, bf
- Hjalmar Svensson, bf
- Herman Blomquist, s (1937–lagtima riksmötet 1939)
  - Gustaf Rosander, s (urtima riksmötet 1939–1940)
- Hjalmar Gustafson, s

#### 1941–1944
- Oscar Nolin, h
- Victor Mattsson, bf
- Hjalmar Svensson, bf
- Hjalmar Gustafson, s
- Fritz Persson, s
- Gustaf Rosander, s

#### 1945–1948
- Oscar Nolin, h
- Victor Mattsson, bf
- Hjalmar Svensson, bf
- Hjalmar Gustafson, s
- Fritz Persson, s

#### 1949–1952
- Oscar Nolin, h
- Hjalmar Svensson, bf
- Erik Strandh, fp
- Hjalmar Gustafson, s
- Fritz Persson, s

#### 1953–1956
- Erik Magnusson, h
- Fridolf Jansson, bf
- Erik Strandh, fp
- Hjalmar Gustafson, s
- Fritz Persson, s

#### 1957–första riksmötet 1958
- Erik Magnusson, h
- Fridolf Jansson, bf/c
- Erik Strandh, fp
- Hjalmar Gustafson, s
- Fritz Persson, s

#### Andra riksmötet 1958–1960
- Erik Magnusson, h
- Rune Gustavsson, c
- Fridolf Jansson, c
- Hjalmar Gustafson, s (1958–1959)
  - Bengt Fagerlund, s (1960)
- Fritz Persson, s

#### 1961–1964
- Erik Magnusson, h
- Rune Gustavsson, c
- Fridolf Jansson, c
- Bengt Fagerlund, s
- Rune Johansson, s

#### 1965–1968
- Erik Magnusson, h
- Rune Gustavsson, c
- Bertil Johansson, c
- Bengt Fagerlund, s
- Rune Johansson, s

#### 1969–1970
- Erik Hovhammar, m
- Rune Gustavsson, c
- Bertil Johansson, c
- Bengt Fagerlund, s
- Rune Johansson, s